# Lamar Valley
Das Lamar Valley ist das Tal des Lamar River in der Absaroka Range im US-Bundesstaat Wyoming. Als eigentliches Lamar Valley gilt nur der Unterlauf ab der Einmündung des Soda Butte Creek bis zur Mündung des Lamar Rivers in den Yellowstone River. Das Tal liegt im Nordosten des Yellowstone-Nationalparks und wird ganzjährig durch den U.S. Highway 212 erschlossen.
Wie der Fluss Lamar River ist es nach dem ehemaligen Innenminister der Vereinigten Staaten Lucius Quintus Cincinnatus Lamar (1825–1893) benannt.
Eine frühe Beschreibung des Tals stammt von dem Mountain Man Osborne Russell (1814–1892), der Lamar Valley im Jahr 1834 durchstreifte. Russell beschrieb Lamar Valley unter dessen damaligem Namen „Secluded Valley“ (dt. „Abgeschiedenes Tal“) als „wunderschönes Tal, ungefähr acht Meilen lang und drei oder vier breit, umschlossen von dunklen und hochaufragenden Bergen“.
Ab 1901 war das Lamar Valley der Ort, an dem die erste Herde Bisons in den Vereinigten Staaten wieder aufgebaut wurde. Im Nationalpark lebten nur noch 25 wilde Bisons, sie wurden im Lamar Valley in großflächige Pferche getrieben und 21 weitere Tiere aus Privatbesitz gekauft. Daraus wurde bis in die 1950er Jahre eine Herde gezüchtet, auf die alle Bisons im Yellowstone-Park und die meisten anderen Bisons auf öffentlichem Land in den USA zurückgehen. Die Einrichtungen der damals errichteten Buffalo Ranch sind heute Stützpunkt und Veranstaltungsort des Yellowstone Association Instituts, einem gemeinnützigen Partner der Nationalparkverwaltung, der Führungen, Kurse und Ausbildungen anbietet. Die Bauten des Lamar Buffalo Ranch Historic District sind im National Register of Historic Places eingetragen.
Als ab 1995 Wölfe im Yellowstone-Nationalpark ausgewildert wurden, wurde ein Seitental auf der Nordseite des Lamar Valley als erster Ort ausgewählt, an dem die Tiere über mehrere Wochen in immer größeren Gehegen auf das Leben in der Freiheit vorbereitet wurden. Das nach dem nahegelegenen Druid Peak benannte Druid Pack war bis 2001 das größte Wolfsrudel im Nationalpark, das Lamar Valley hat bis heute die größte Wolfsdichte.
Heute ist Lamar Valley vor allem für seinen Tierreichtum bekannt und gilt als die „Serengeti Nordamerikas“. Einem breiteren Publikum wurde das Tal durch Dokumentarfilme wie In the Valley of the Wolves bekannt, das die Wiederansiedlung von Wölfen in Yellowstone Mitte der 1990er Jahre thematisiert.

## Galerie

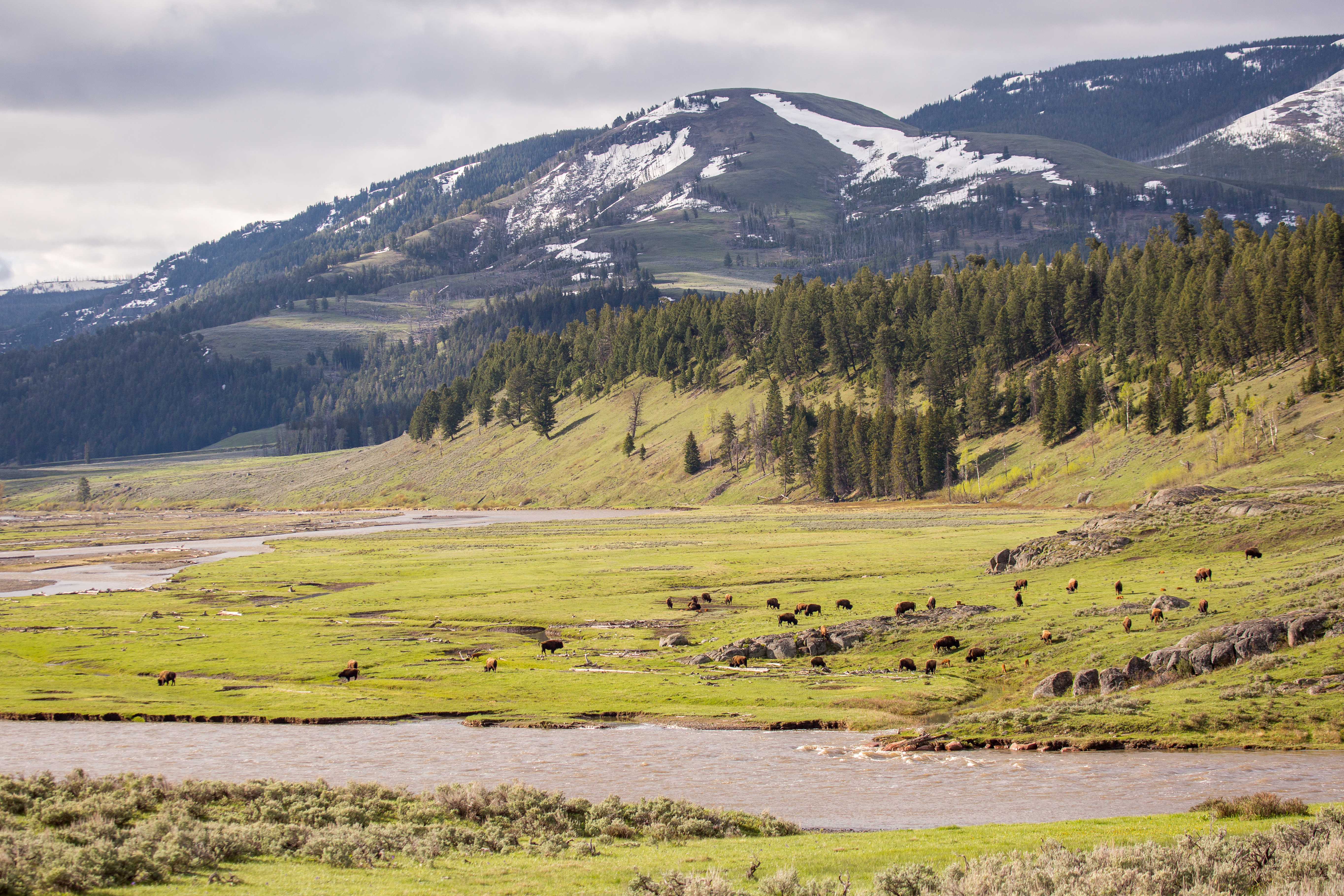
Lamar Valley
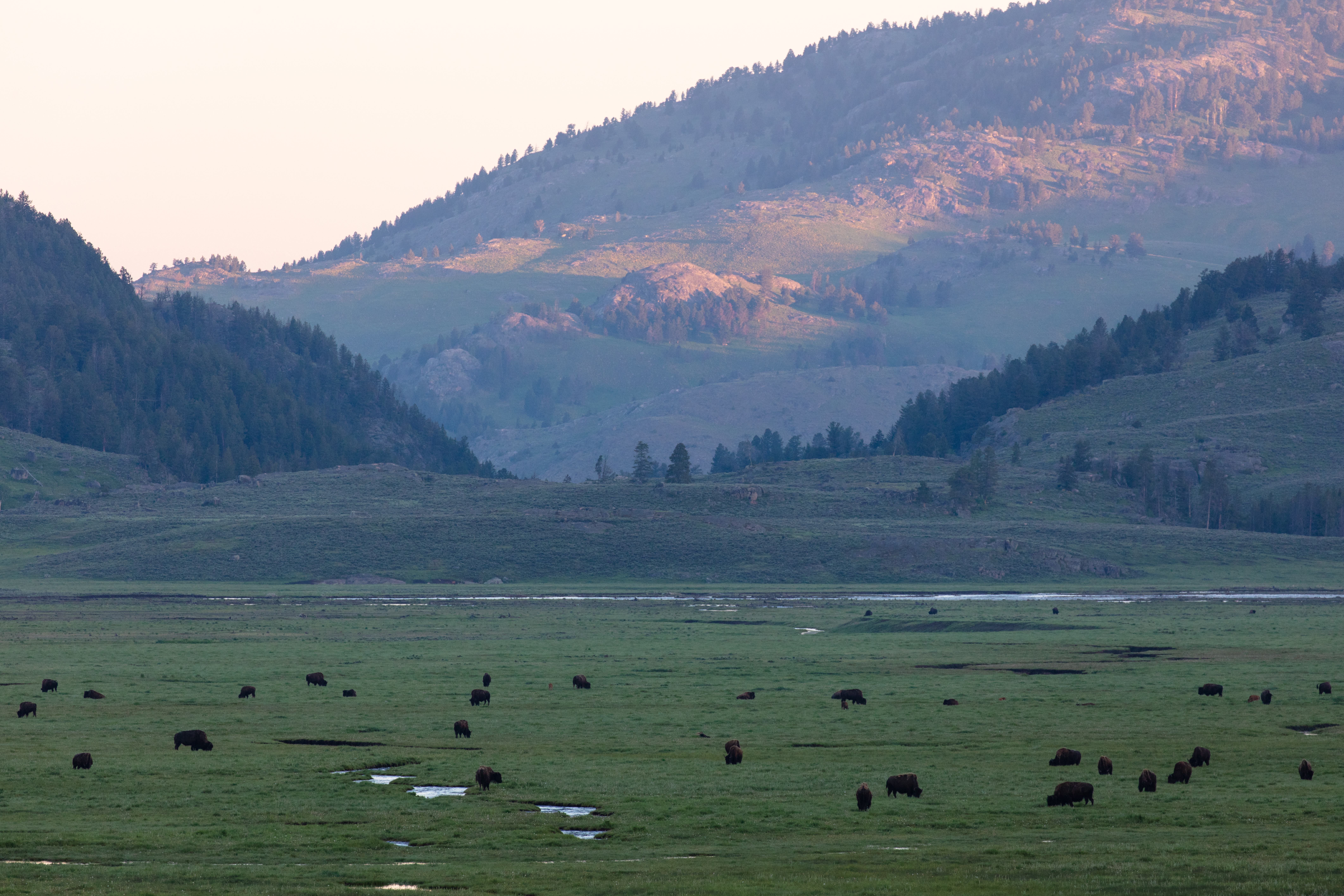
Sonnenaufgang über dem Lamar Valley
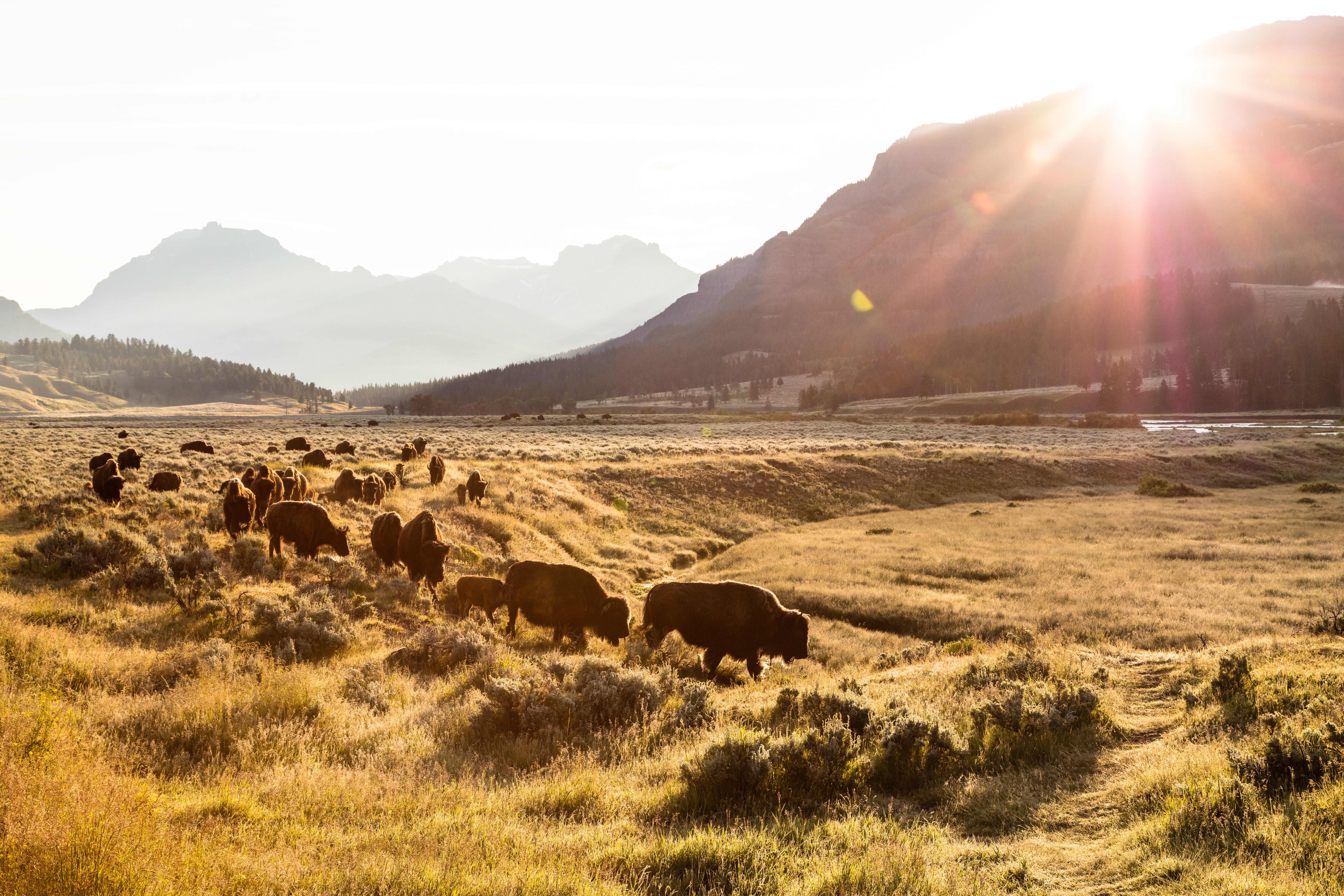
Bisons im Lamar Valley
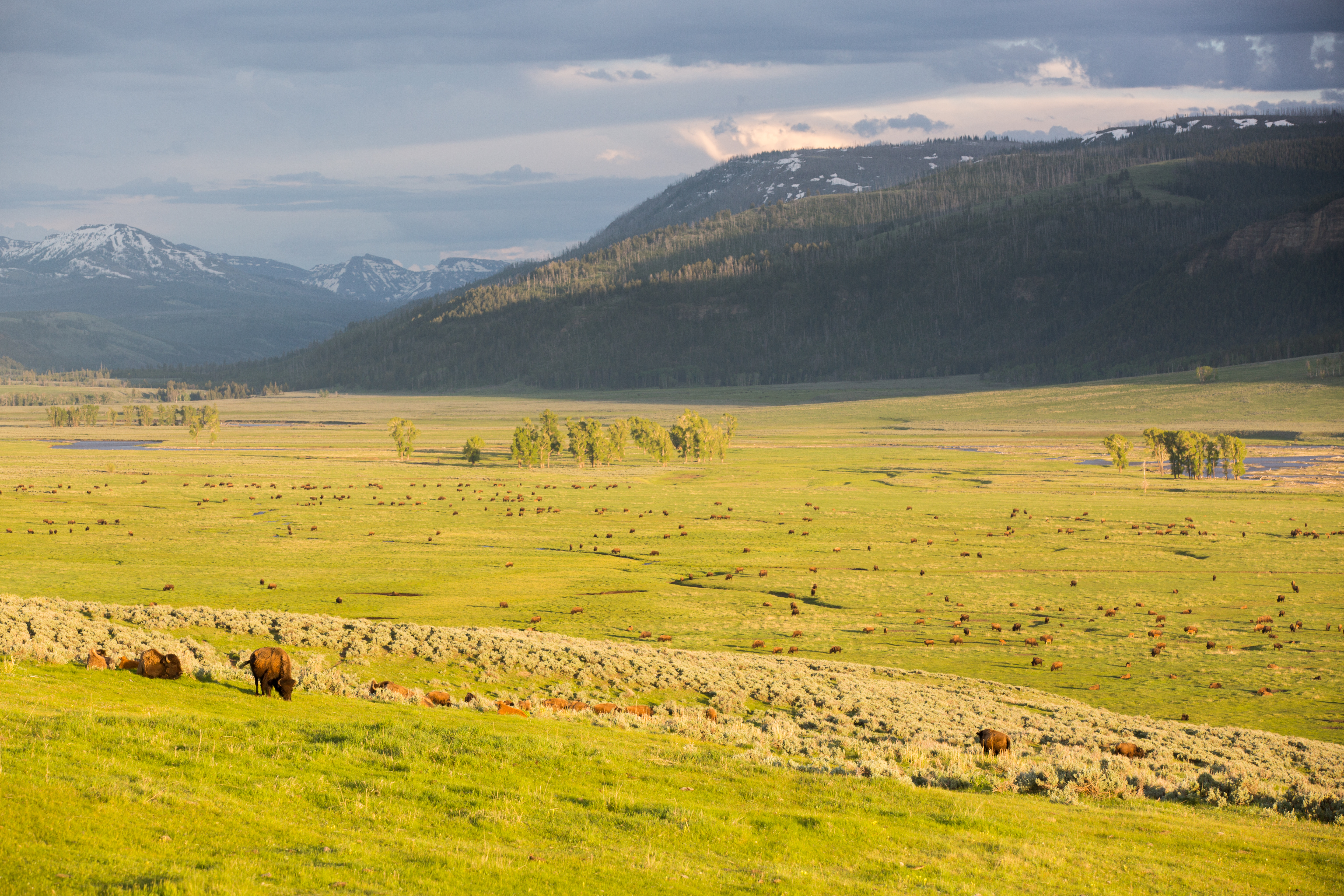
Lamar Valley
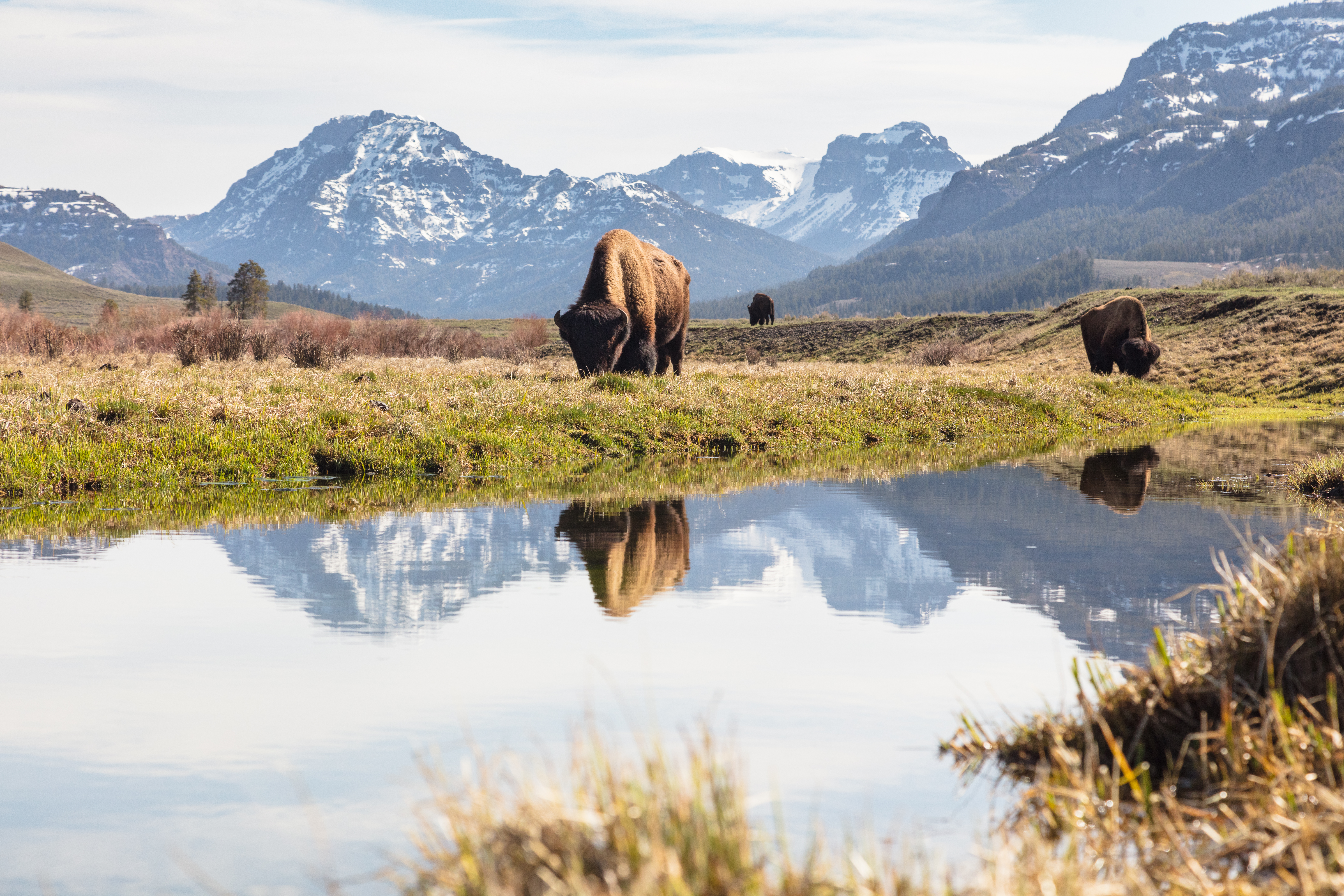
Bison im Lamar Valley, im Hintergrund Abiathar Peak und Amphitheater Mountain
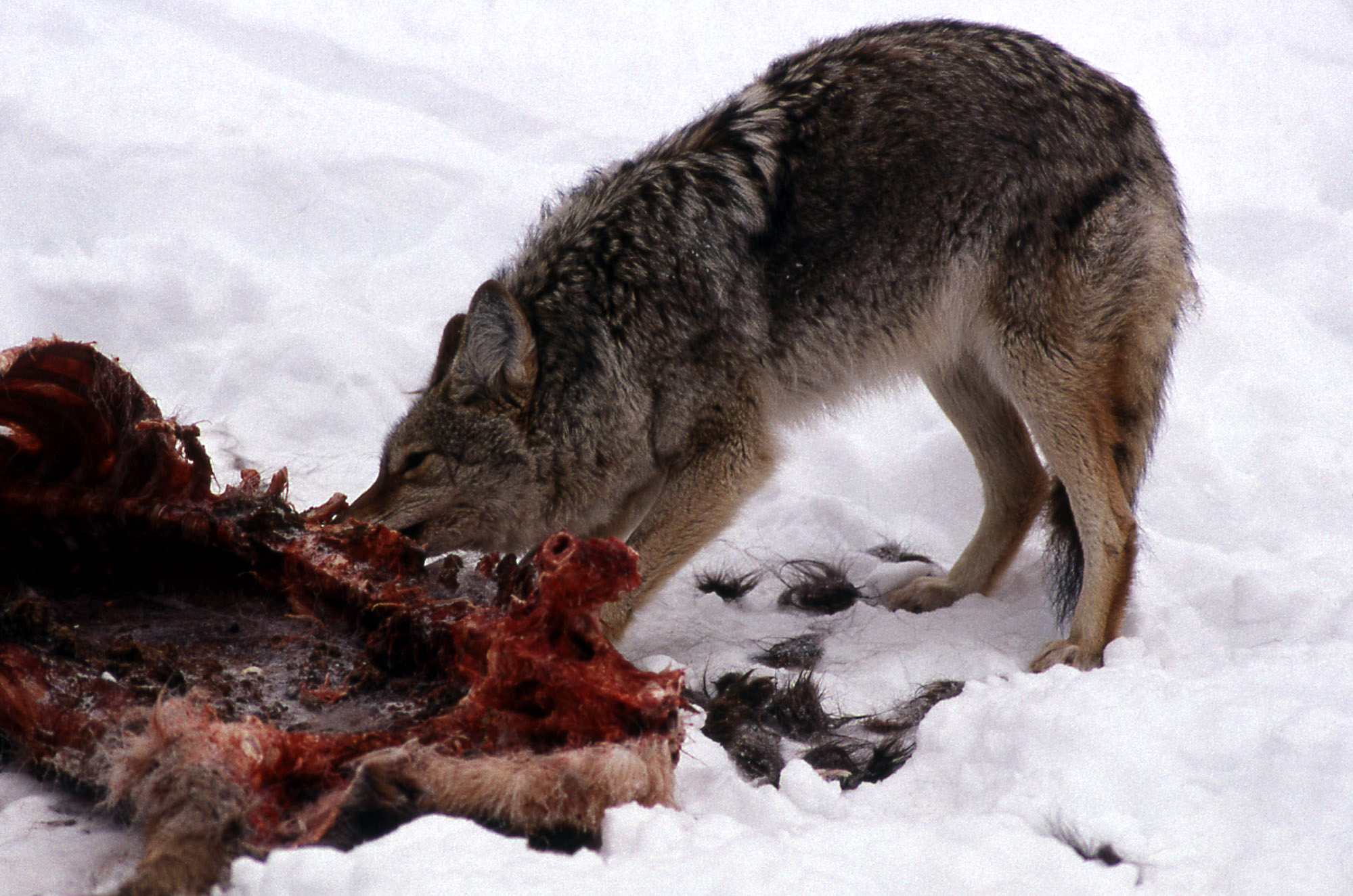
Kojote im Lamar Valley im Winter
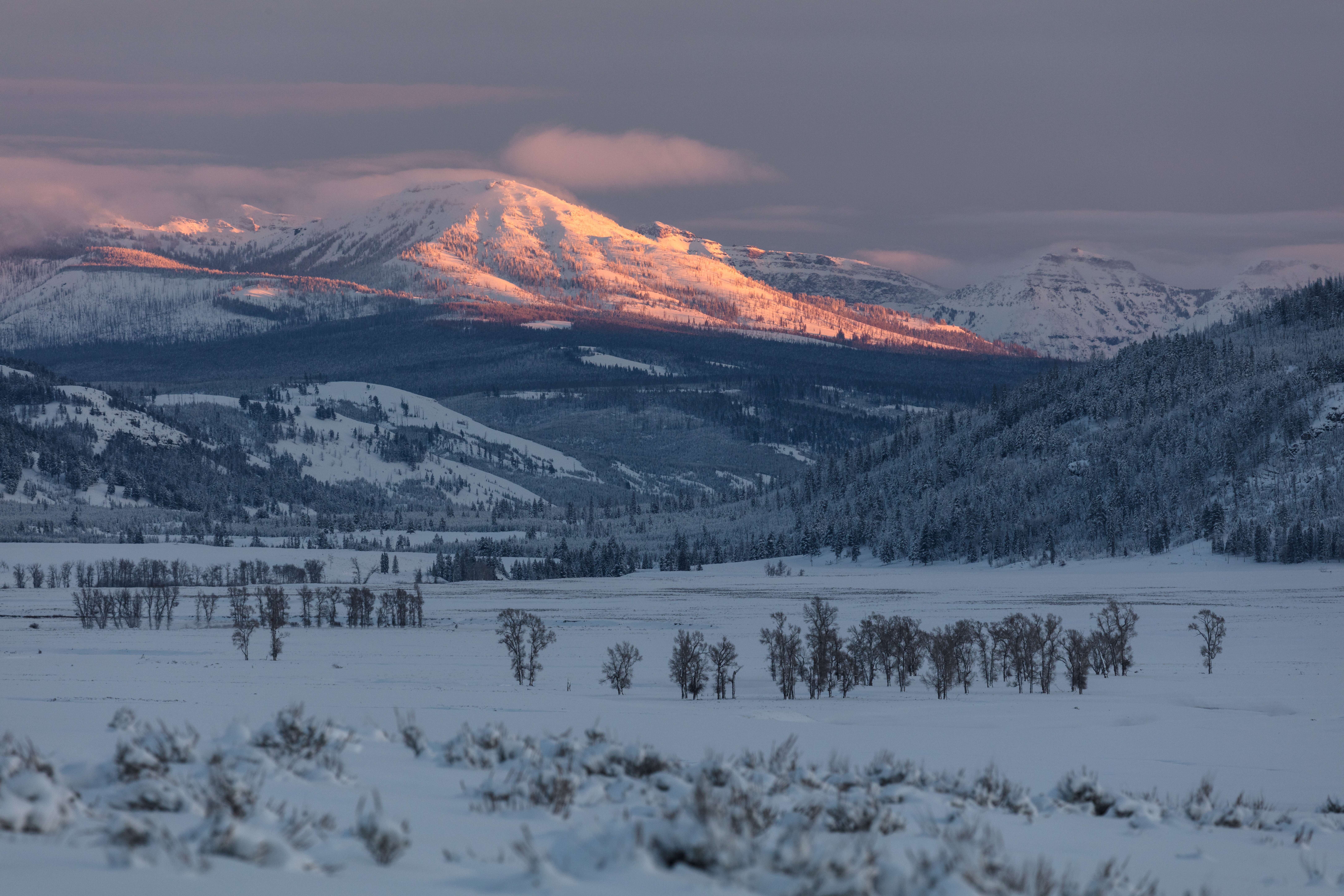
Alpenglühen im Lamar Valley
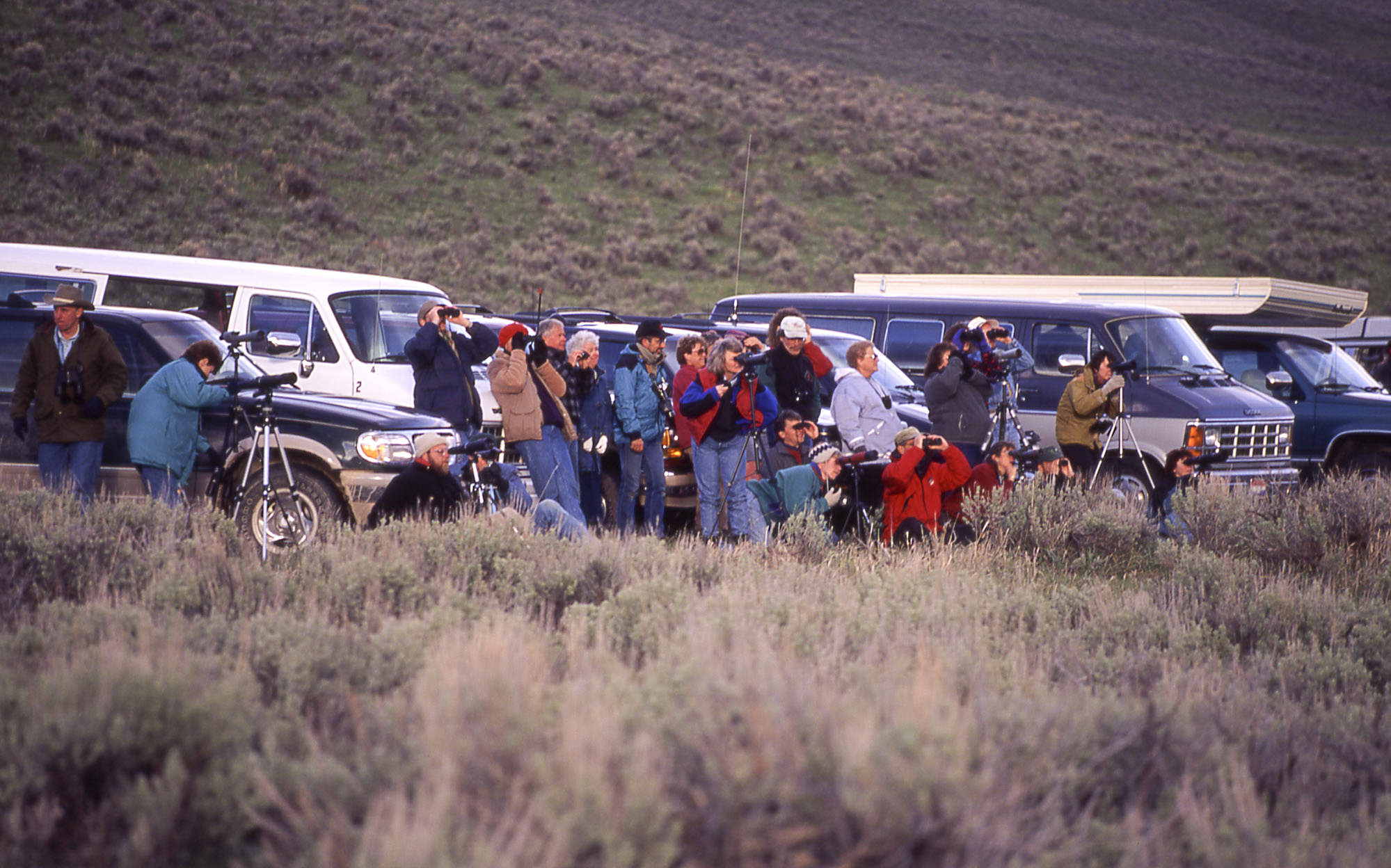
Tierbeobachter entlang des U.S. Highway 212 im Lamar Valley
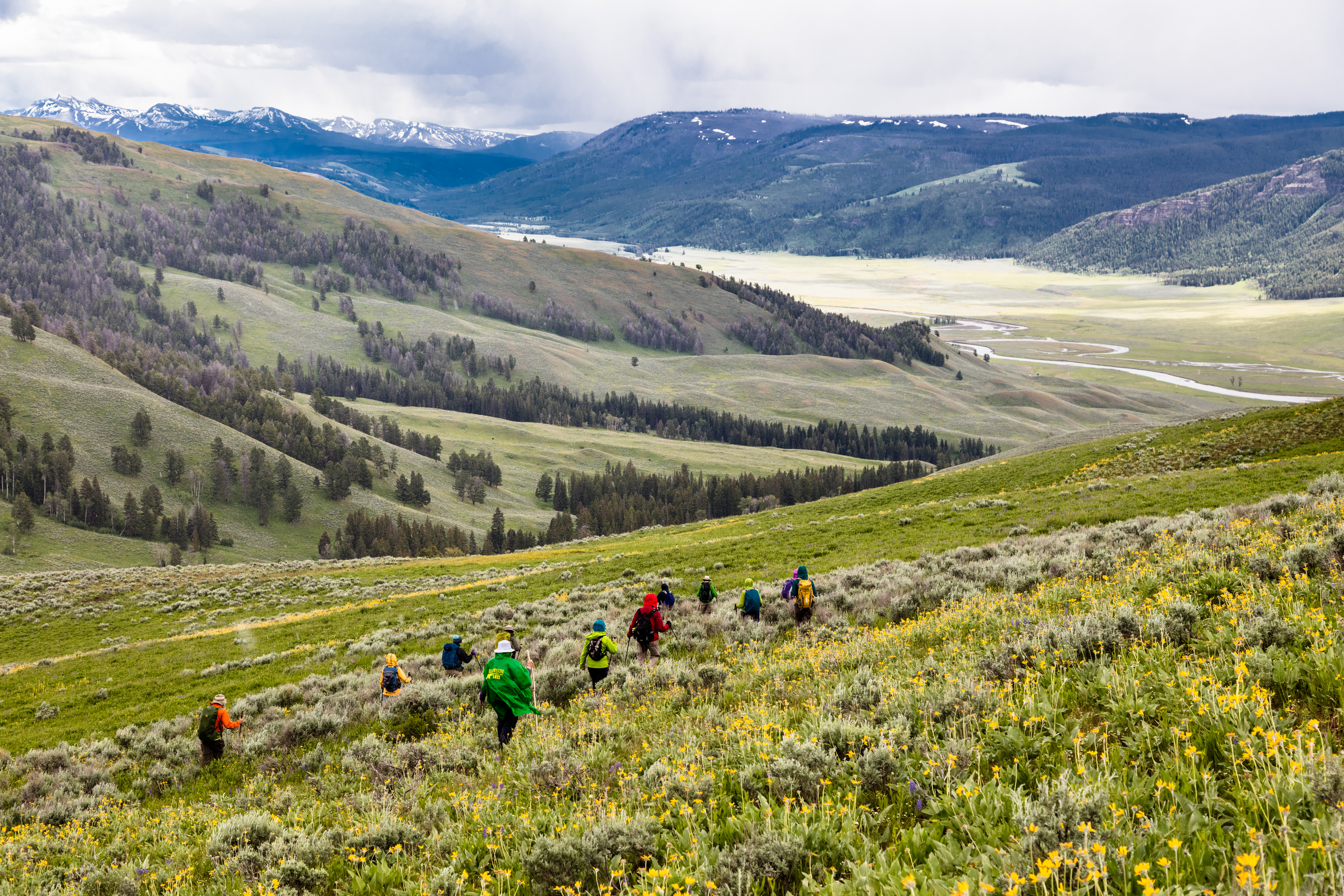
Wanderer über dem Lamar Valley
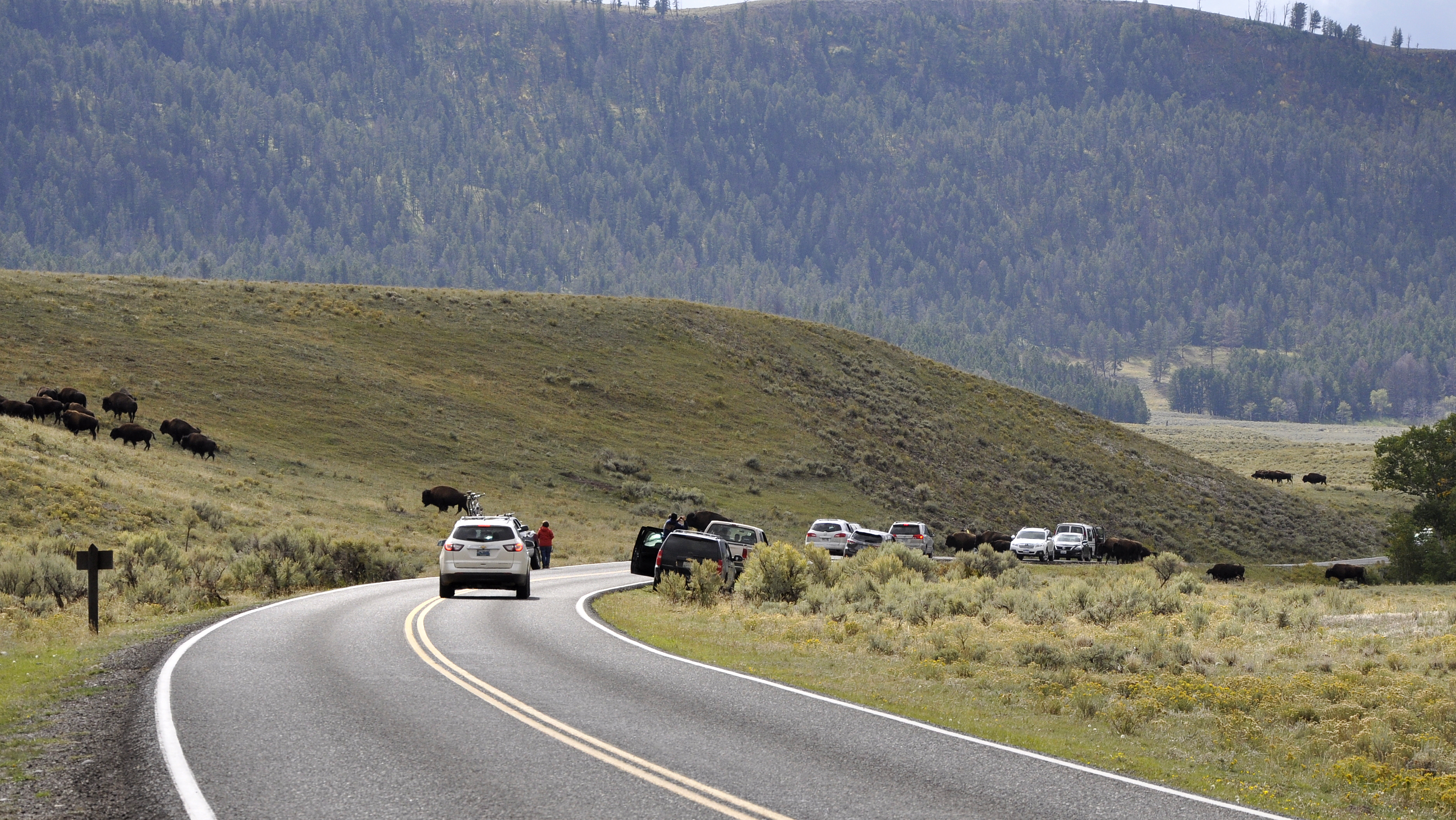
U.S. Highway 212 durch das Lamar Valley